# Side Effects (The Chainsmokers)
Side Effects è un singolo del duo statunitense The Chainsmokers, pubblicato il 27 luglio 2018 come quinto estratto dal secondo album in studio Sick Boy.
Il singolo ha visto la partecipazione vocale della cantautrice statunitense Emily Warren.

## Tracce
- Download digitale

1. Side Effects (feat. Emily Warren) – 2:53

- Download digitale – remixes EP[6]

1. Side Effects (feat. Emily Warren; Fedde Le Grand remix) – 2:52
2. Side Effects (feat. Emily Warren; The Magician remix) – 4:15
3. Side Effects (feat. Emily Warren; Nolan van Lith remix) – 3:04
4. Side Effects (feat. Emily Warren; Barkley remix) – 2:27
5. Side Effects (feat. Emily Warren; Sly remix) – 2:56